# John B. Calhoun

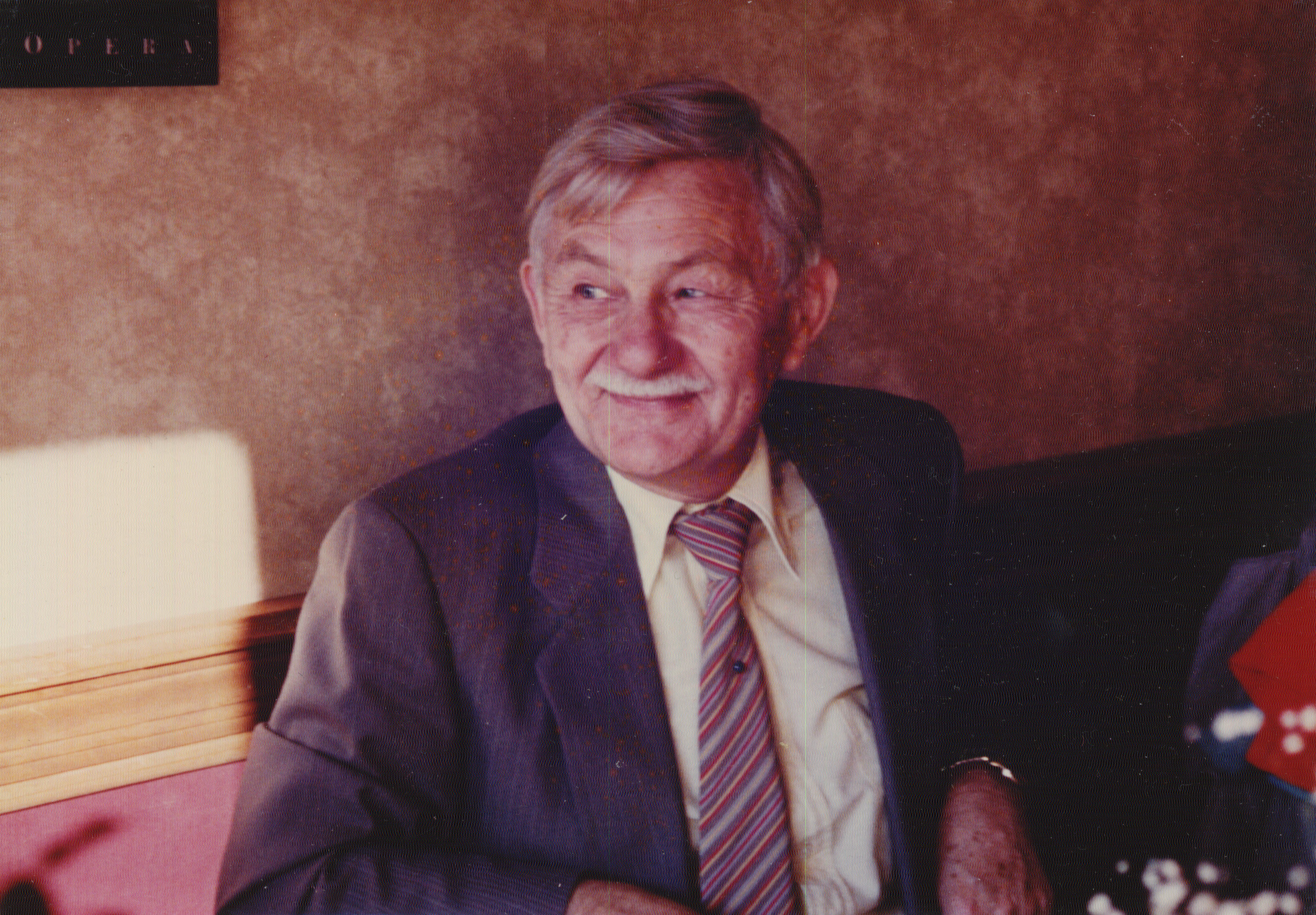
John B. Calhoun (1986)

John Bumpass Calhoun (* 11. Mai 1917 in Elkton, Tennessee; † 7. September 1995) war ein amerikanischer Ethologe und Verhaltensforscher, bekannt für sein Studium der Bevölkerungsdichte und deren Auswirkungen auf das Verhalten. Er behauptete, dass die Auswirkungen der Überbevölkerung auf Nagetiere ein Modell für die Zukunft der Menschheit sein könnten.
Während seiner Projekte prägte Calhoun den Begriff „Verhaltenssenke“ (behavioral sink), um den Zusammenbruch des Verhaltens zu beschreiben, der aus der Überbevölkerung resultierte; mit einem weiteren von ihm geprägten Begriff, „die Schönen“ (the beautiful ones), beschrieb er darin Individuen, die sich in einer solchen Situation aus allen sozialen Interaktionen zurückzogen, kein Interesse an Sex hatten und sich hauptsächlich und ausführlich putzten (grooming). Seine Arbeit gewann weltweite Anerkennung. Er sprach auf Konferenzen weltweit und seine Meinung wurde von so unterschiedlichen Institutionen wie der NASA und lokalen Verwaltungen in Bezug auf Überbelegung in Gefängnissen berücksichtigt. Calhouns Rattenstudien wurden als Grundlage für die von Edward T. Halls im Jahre 1966 entwickelten Proxemik-Theorien verwendet.

## Leben
John B. Calhoun wurde als drittes Kind von James Calhoun und Fern Madole Calhoun geboren. Er hatte eine ältere Schwester und zwei jüngere Brüder; das erste Kind der Eltern war früh verstorben. Sein Vater war Schulvorsteher in der Schulverwaltung von Tennessee, seine Mutter Künstlerin. Bereits in der Schule interessierte er sich für Vögel und Vogelgewohnheiten. Im Alter von 15 Jahren veröffentlichte er seinen ersten Artikel in The Migrant, der Zeitschrift der Tennessee Ornithological Society.
Nach dem Schulabschluss lehrte Calhoun an der Emory University und der Ohio State University. 1946 zogen er und seine Frau Edith nach Towson, Maryland, einem Vorort von Baltimore. Calhoun arbeitete dort mit an einem Nagetier-Ökologie-Projekt der Johns-Hopkins-Universität.

## Forschung zu dem Konzept des “Behavioral Sink” (Verhaltenssenke)
Um seine Hauptthese, wonach nicht nur physische Ressourcen wie Nahrung und Raum, sondern auch die Qualität sozialer Interaktionen entscheidend für das Überleben und das Wohlbefinden von Populationen sind, mit der Behavioral-Sink-Forschung zu verbinden, führte Calhoun über eine Reihe von Jahren Experimente zur Überbevölkerung an Wanderratten und Mäusen durch. Der Begriff Behavioral Sink  (Verhaltenssenke) beschreibt den Verfall sozialer und individueller Verhaltensweisen in einer überbevölkerten Umgebung, selbst wenn Ressourcen wie Nahrung und Wasser ausreichend vorhanden sind.
Im März 1947 richtete Calhoun ein eingezäuntes Areal in Maryland ein, das als kontrollierte Umgebung für seine Untersuchung diente, die als Norway Rat Study bekannt wurde. Die Studie wird mitunter als Teil seiner Behavioral-Sink-Forschung bezeichnet, obwohl der Begriff selbst erst später während seiner Experimente in den 1950er- und 1960er-Jahren geprägt wurde. Die Studie wurde jedoch nicht unter einem spezifischen Titel veröffentlicht, sondern war Teil einer Reihe von Forschungsarbeiten über Überbevölkerung und Sozialverhalten, die in wissenschaftlichen Artikeln beschrieben wurden. 
Calhoun beobachtete bei seinen Tierexperimenten, dass soziale Spannungen, die durch Überbevölkerung entstehen, zu abnormen Verhaltensweisen führen können, wie Aggression, Rückzug und Isolation, Fortpflanzungsstörungen, Selbstzerstörung und Kannibalismus. Die Ergebnisse seiner Experimente, insbesondere von Universe 25, haben Diskussionen über Stadtplanung, Bevölkerungswachstum und menschliches Verhalten angestoßen. Obwohl seine Forschung an Tieren durchgeführt wurde, sahen viele Forscher Parallelen zur menschlichen Gesellschaft, was Calhouns Forschung zu einem Ausgangspunkt von Überlegungen zu Herausforderungen moderner urbaner Gesellschaften und die Wechselwirkung zwischen Bevölkerungsdichte, sozialem Verhalten und Lebensqualität macht.

### Norway Rat Study
Ziel der Norway Rat Study war es, die Auswirkungen von Bevölkerungsdichte und sozialer Interaktion auf das Verhalten von Tieren zu erforschen. Im März 1947 begann Calhoun eine 28-monatige Studie einer Kolonie von Wanderratten in einem 930 Quadratmeter großen Außenareal. Obwohl die fünf Weibchen in einem Areal dieser Größe über die Zeitspanne des Experiments theoretisch 5.000 gesunde Nachkommen hätten produzieren können, stellte Calhoun fest, dass die Bevölkerung nie mehr als 200 Individuen umfasste und sich bei etwa 150 Ratten stabilisierte. Darüber hinaus waren die Ratten nicht zufällig im gesamten Areal verstreut, sondern hatten sich in zwölf oder dreizehn Ortskolonien von je einem Dutzend Ratten organisiert. Er stellte fest, dass zwölf Ratten die Höchstzahl sind, die harmonisch in einer natürlichen Gruppe leben können. Oberhalb dieser Grenze wirken Stress und psychologische Effekte als Trennkräfte für die Gruppe. Diese frühe Forschung legte den Grundstein für Calhouns später bekannte Experimente wie Universe 25.

### Experimente am National Institute of Mental Health
Während Calhoun 1954 am National Institute of Mental Health arbeitete, begann er zahlreiche Experimente mit Ratten und Mäusen. Während seiner ersten Tests stellte er etwa 32 bis 56 Nagetiere in einem 10 mal 14 Fuß (ca. 13 m²) großen Gehäuse in eine Scheune in Montgomery County. Er trennte den verfügbaren Raum in vier Zimmer. Jedes Zimmer wurde speziell geschaffen, um ein Dutzend erwachsene Wanderratten zu beherbergen. Die Ratten konnten sich über Rampen zwischen den Zimmern bewegen. Da Calhoun unbegrenzte Ressourcen wie Wasser und Nahrung, aber auch Schutz vor Raubtieren sowie vor Krankheit und Unwetter lieferte, befanden sich die Ratten quasi in einer „Ratten-Utopie“ beziehungsweise im „Mäuse-Paradies“.
In einem Bericht vom 1. Februar 1962 prägte Calhoun den Begriff „Verhaltenssenke“. In einem Artikel mit dem Titel Population Density and Social Pathology im Scientific American über das Rattenexperiment beschrieb er das Verhalten wie folgt:
„Viele [weibliche Ratten] waren nicht in der Lage, ihre Trächtigkeit voll auszutragen, oder den Wurf zu überleben, wenn sie es taten. Eine noch größere Anzahl vernachlässigten kurz nach erfolgreichem Wurf ihre mütterlichen Funktionen. Unter den Männchen reichten die Verhaltensstörungen von der sexuellen Abweichung bis zum Kannibalismus und von der frenetischen Überaktivität bis hin zu einem pathologischen Rückzug, aus dem Einzelne nur erscheinen würden, um zu essen, zu trinken und sich zu bewegen, wenn die anderen Mitglieder der Gemeinschaft schliefen. Die soziale Organisation der Tiere zeigte ähnliche Störungen.
Die gemeinsame Quelle dieser Störungen wurde am deutlichsten in den Populationen unserer ersten Reihe von drei Experimenten, in denen wir die Entwicklung von dem beobachteten, was wir eine Verhaltens-Senke nannten.
Die Tiere würden sich in einem der vier miteinander verbundenen Käfige, in denen die Kolonie gehalten wurde, in größter Zahl zusammendrängen. Bis zu 60 der 80 Ratten in jeder experimentellen Bevölkerung würden in einem Käfig während der Fütterung zusammenkommen. Einzelne Ratten fraßen selten, außer in der Gesellschaft anderer Ratten. Infolgedessen entwickelten sich extreme Bevölkerungsdichten in dem Käfig, der zum Essen angenommen wurden, während die anderen spärlich bevölkert blieben.
[…] In den Experimenten, in denen sich die Verhaltenssenke entwickelte, erreichte die Säuglingssterblichkeit eine Höhe von bis zu 96 % unter den am stärksten desorientierten Gruppen in der Bevölkerung.“

### Universe 25
Calhouns berühmtestes Experiment, das sogenannte „Universe 25“, begann im Juli 1968 in seinem Labor am National Institute of Mental Health (NIMH). Es dauerte insgesamt etwa 4 Jahre und endete 1972. Während dieser Zeit dokumentierte Calhoun den Aufstieg und den Kollaps einer Mäuse-Population in einer künstlich geschaffenen, idealisierten Umgebung. Er untersuchte die Auswirkungen von Überbevölkerung und sozialen Bedingungen auf eine Mauspopulation. In ihrem idealisierten Habitat erhielten die Mäuse unbegrenzten Zugang zu Nahrung und Wasser, es gab keine Raubtiere oder Krankheiten, die klimatisierte Umgebung wurde regelmäßig gereinigt und zu Beginn des Experiments war genügend Platz vorhanden. Die Population begann mit vier Mäusepaaren und verdoppelte sich alle 55 Tage. Nach etwa 315 Tagen und maximal 2.200 Mäusen verlangsamte sich ihr Wachstum, zeigte aber eine Vielzahl von abnormen, oft zerstörerischen Verhaltensweisen. Die räumliche Überfüllung führte zu sozialem Stress. Aggressionen und asoziales Verhalten nahmen zu, während die Geburtenrate abnahm. Es kam zu einem kompletten Zusammenbruch der sozialen Strukturen. Die Mäuse verhielten sich apathisch oder aggressiv. Die Fortpflanzung wurde fast vollständig eingestellt, und brach anschließend zusammen. Am 600. Tag war die Population auf dem Weg in das Aussterben.
Calhouns Arbeit wurde als Tiermodell eines gesellschaftlichen Zusammenbruchs betrachtet. Seine Forschung beeinflusst bis heute Diskussionen über Bevölkerungsdynamik, soziale Strukturen und urbane Lebensweise und ist zu einem Prüfstein urbaner Soziologie und Psychologie im Allgemeinen geworden.
Nach seinen früheren Experimenten mit Ratten schuf Calhoun im Jahr 1972 seine „Sterblichkeitshemmende Umgebung für Mäuse“, die seinen experimentellen Ansatz an dessen Grenzen brachte: Ein Käfig für Mäuse, 101 Zoll im Quadrat (ca. 6,6 m²), mit unbegrenztem Zugang zu Nahrung und Wasser, um jede Zunahme der Bevölkerung zu unterstützen.